# Militärkommando Centralplatån
Militärkommando Centralplatån (pt: Comando Militar do Planalto) är ett av Brasiliens åtta militärkommandon (ungefär motsvarande militärområde). Militärkommandots område omfattar delstaterna Goiás, Tocantins, Triângulo Mineiro (västra delen av Minas Gerais) samt Brasiliens federala distrikt. Underställt militärkommando Centralplatån är 11:e militärregionen (11ª Região Militar) som ansvarar för fredsorganisationen, Specialoperationskommandot och 3:e motoriserade infanteribrigaden som utgör insatsförbanden samt 1:a gardeskavalleriregementet och presidentens gardesbataljon som är honnörsvakt för Brasiliens president.

## Organisation

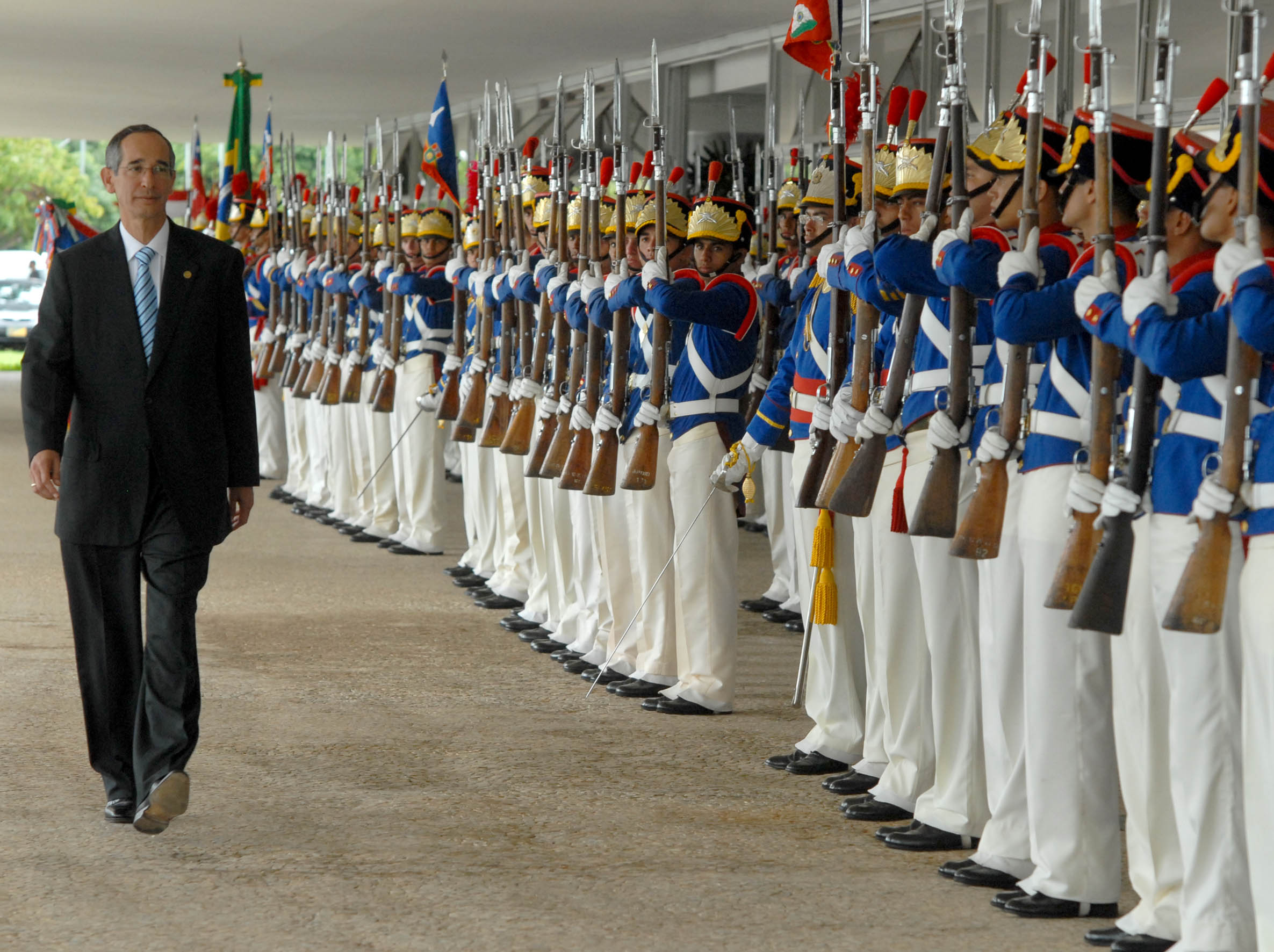
Presidentens gardesbataljon bär historiskt korrekta uniformer från brasilianska självständighetskriget.

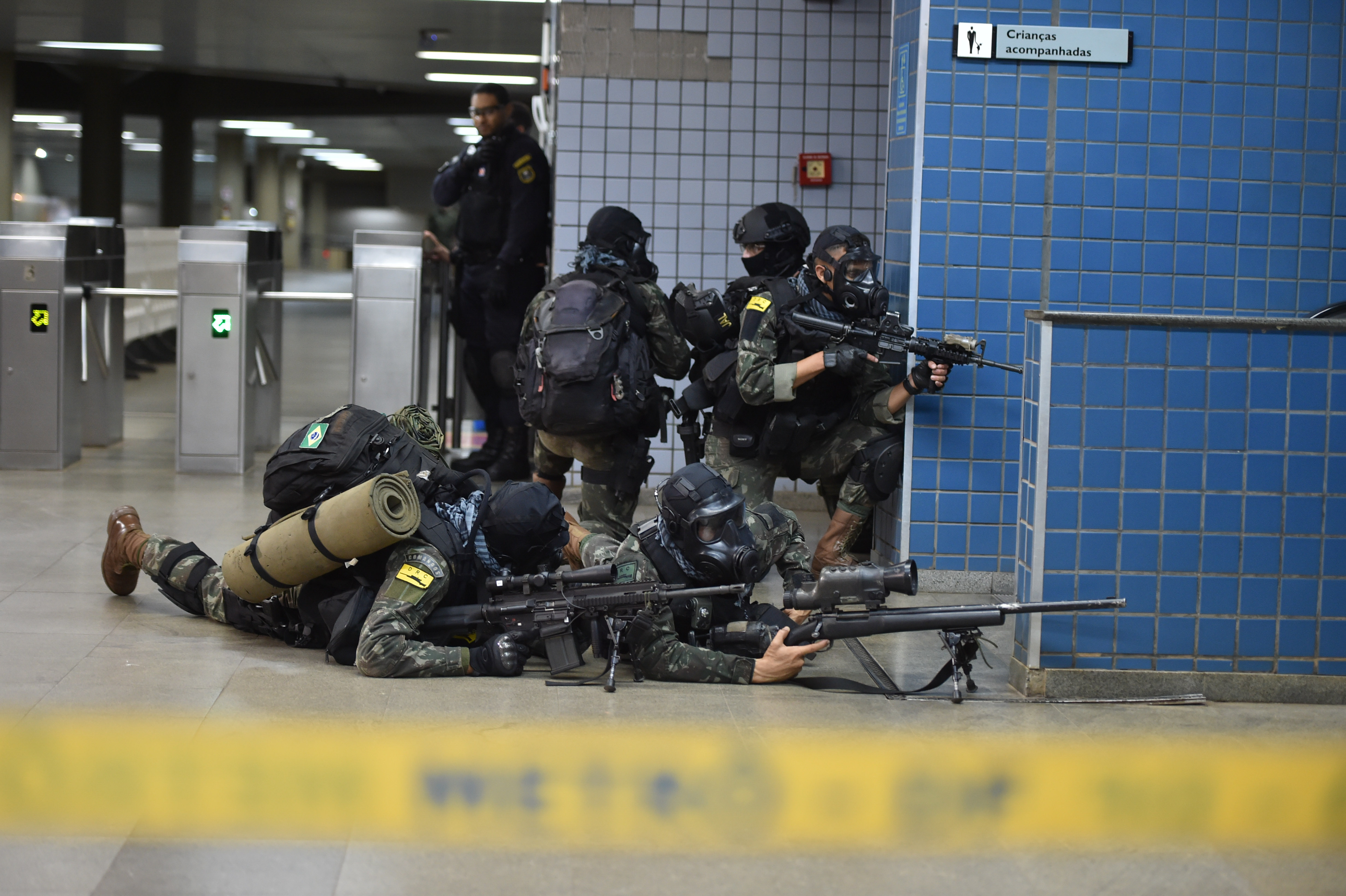
Specialoperationskommandot ansvarar bland annat för antiterroristoperationer.

Militärkommando Centralplatån (Comando Militar do Planalto) – Brasília
 11:e militärregionen (11ª Região Militar) – Brasília
 Militärsjukhuset i Brasília (Hospital Militar de Área de Brasília) – Brasília
 Brasílias militärprefektur (Prefeitura Militar de Brasília) – Brasília
 11:e försörjningsdepån (11º Depósito de Suprimento) – Brasília
 7:e inskrivningskontoret (7ª Circunscrição de Serviço Militar) – Brasília
 Specialoperationskommandot (Comando de Operações Especiais) – Goiânia
 1:a specialbataljonen (1º Batalhão de Forças Especiais) – Goiânia
 1:a kommandobataljonen (1º Batalhão de Ações de Comandos) – Goiânia
 1:a bataljonen för operationsstöd och information (1º Batalhão de Operações e Apoio à Informações) – Goiânia
 1:a PSYOPS-bataljonen (1º Batalhão de Operações Psicológicas) – Goiânia
 1:a CBRN-bataljonen (1º Batalhão de Defesa Química, Biológica, Radiológica e Nuclear) – Goiânia
 6:e armépolisplutonen (6º Pelotão de Polícia do Exército) – Goiânia
 Specialoperationscentret (Centro de Instrução de Operações Especiais) – Goiânia
 3:e motoriserade infanteribrigaden (3ª Brigada de Infantaria Motorizada) – Cristalina
 22:a infanteribataljonen (22º Batalhão de Infantaria) – Palmas
 36:e mekaniserade infanteribataljonen (36º Batalhão de Infantaria Mecanizado) – Uberlândia
 41:a motoriserade infanteribataljonen (41º Batalhão de Infantaria Motorizado) – Jataí
 32:a fältartillerigruppen (32º Grupo de Artilharia de Campanha) – Brasília
 16:e logistikbataljonen (16º Batalhão Logístico) – Brasília
 3:e mekaniserade kavalleriskvadronen (3º Esquadrão de Cavalaria Mecanizado) – Brasília
 23:e pionjärkompaniet (23ª Companhia de Engenharia de Combate) – Ipameri
 6:e sambandskompaniet (6ª Companhia de Comunicações) – Cristalina
 1:a gardeskavalleriregementet (1º Regimento de Cavalaria de Guardas) – Brasília
 Presidentens gardesbataljon (Batalhão da Guarda Presidencial) – Brasília
 2:a järnvägsbataljonen (2º Batalhão Ferroviário) – Brasília
 7:e underrättelsekompaniet (7ª Companhia de Inteligência) – Brasília
 Arméns undervisningscenter (Centro de Instrução de Ensino) – Brasília
 Arméns ingenjörscenter (Centro de Instrução de Engenharia) – Araguari
 Raket- och robotcentret (Centro de Instrução de Mísseis e Foguetes) – Formosa